# دوباژ
دوباژ (به لهستانی:  Dobarz) یک روستا در لهستان است که در گمینا تژچیاننه واقع شده‌است. دوباژ ۳۰ نفر جمعیت دارد.